# Notiobiella moralis
Notiobiella moralis är en insektsart som beskrevs av Author?, [0000. Notiobiella moralis ingår i släktet Notiobiella och familjen florsländor. Inga underarter finns listade i Catalogue of Life.